# Временно оккупированные территории Украины
Вре́менно оккупи́рованные террито́рии (укр. тимчасово окуповані території; ВОТ) — правовой статус, установленный Украиной в отношении своих международно признанных территорий, которые находятся под российской оккупацией в результате необъявленной российско-украинской войны (2014 — н. в.), начавшейся после Евромайдана:
- Автономной Республики Крым и г. Севастополя (после аннексии в 2014 году управляются Россией как субъекты федерации — Республика Крым и г. Севастополь);
- Донецкой и Луганской областей, частично захваченных с 2014 года (после аннексии в 2022 году управляются Россией как субъекты федерации — ДНР и ЛНР);
- Запорожской и Херсонской областей, частично захваченных с 2022 года (после аннексии в 2022 году управляются Россией как субъекты федерации — Запорожская и Херсонская области);
- Николаевской области, у которой на данный момент захвачен только полуостров, с 2022 года (части региона после аннексии в 2022 году рассматриваются и частично управляются Россией как часть субъекта федерации — Херсонской области);
- Харьковской области, частично захваченой с 2022 года.

Данные территории являются временно оккупированными в соответствии с украинским законодательством и согласно позиции международного сообщества. Российские власти не признают факты оккупации и аннексии, называя данные территории «освобождёнными».
Россия проводит политику насильственной русификации оккупированных ею территорий — в школах преподают только на русском языке даже в полностью украиноязычных населённых пунктах. Украинские учебники оказались под запретом, а желающие учиться на украинском вынуждены делать это втайне от оккупационных властей. Действия российских властей нарушают требования права международных конфликтов, которое запрещает оккупационной державе менять законы на оккупированной территории, в том числе в сфере образования.

## Хронология
15 апреля 2014 года Верховная рада Украины определила статус территории Автономной Республики Крым и города Севастополя как временно оккупированных.
17 марта 2015 года Верховная Рада Украины признала отдельные районы, города, посёлки и сёла Донецкой и Луганской областей также временно оккупированной территорией.
Правовой режим временного оккупированной территории определяет Закон Украины «Об обеспечении прав и свобод граждан и правовой режим на временно оккупированной территории Украины» с уточнениями закона о суверенитете Украины над Донбассом.
7 февраля 2019 указом Президента Украины были точно определены географические координаты линии разграничения в Донбассе и перечень временно оккупированных территорий в Донбассе.
Средства массовой информации используют для временно оккупированной территории Донбасса либо общую аббревиатуру ОРДЛО/ОРДиЛО («отдельные районы Донецкой и Луганской областей»), либо отдельные аббревиатуры для Донецкой и Луганской областей — ОРДО и ОРЛО, а также «отдельные районы Донбасса».
После начала российского вторжения в Украину к 4 июня Россия оккупировала более 80 тыс. км² территории Украины; с учётом Крыма и части Донбасса, оккупированных в 2014—2015 годах, Россия установила контроль над 125 тыс. км² или около 20 % территории Украины.

## Территория
Ниже приведён перечень регионов Украины (административно-территориальных единиц первого уровня), в разное время оказавшихся в статусе временно оккупированных территорий.
Зелёным цветом выделены освобождённые регионы.
| №  | Регион Украины                            | Флаг | Герб | Территория (км²) | Население  | Адм. центр  | Начало оккупации | Конец оккупации | Аннексия                                                      | С точки зрения России                                                    | Флаг | Герб |
| -- | ----------------------------------------- | ---- | ---- | ---------------- | ---------- | ----------- | ---------------- | --------------- | ------------------------------------------------------------- | ------------------------------------------------------------------------ | ---- | ---- |
| 1  | Автономная Республика Крым                |      |      | 26081            | 1 957 801  | Симферополь | 20 февраля 2014  | н. в.           | 18 марта 2014                                                 | Республика Крым                                                          |      |      |
| 2  | город со специальным статусом Севастополь |      |      | 864              | ↘558 302   | Севастополь | 20 февраля 2014  | н. в.           | 18 марта 2014                                                 | город федерального значения Севастополь                                  |      |      |
| 3  | Донецкая область                          |      |      | 26517            | ↘4 200 461 | Донецк      | 7 апреля 2014    | н. в., частично | 30 сентября 2022                                              | Донецкая Народная Республика                                             |      |      |
| 4  | Луганская область                         |      |      | 26683            | ↘2 167 802 | Луганск     | 27 апреля 2014   | н. в., частично | 30 сентября 2022                                              | Луганская Народная Республика                                            |      |      |
| 5  | Херсонская область                        |      |      | 28461            | ↘1 001 598 | Херсон      | 24 февраля 2022  | н. в., частично | 30 сентября 2022                                              | Херсонская область                                                       |      |      |
| 6  | Запорожская область                       |      |      | 27183            | ↘1 638 462 | Запорожье   | 24 февраля 2022  | н. в., частично | 30 сентября 2022                                              | Запорожская область                                                      |      |      |
| 7  | Харьковская область                       |      |      | 31418            | ↘2 598 961 | Харьков     | 24 февраля 2022  | н. в., частично | не состоялась                                                 | Российская оккупация Харьковской области                                 |      |      |
| 8  | Киевская область                          |      |      | 28121            | ↗1 795 079 | Киев        | 24 февраля 2022  | 2 апреля 2022   | —                                                             | Российская оккупация Киевской области                                    | —    | —    |
| 9  | Одесская область                          |      |      | 33314            | ↘2 351 392 | Одесса      | 24 февраля 2022  | 30 июня 2022    | —                                                             | Российская оккупация Одесской области                                    | —    | —    |
| 10 | Сумская область                           |      |      | 23832            | ↘1 035 772 | Сумы        | 24 февраля 2022  | 30 апреля 2022  | —                                                             | Российская оккупация Сумской области                                     | —    | —    |
| 11 | Черниговская область                      |      |      | 31903            | ↘959 315   | Чернигов    | 24 февраля 2022  | 3 апреля 2022   | —                                                             | Российская оккупация Черниговской области                                | —    | —    |
| 12 | Николаевская область                      |      |      | 24585            | ↘1 091 821 | Николаев    | 26 февраля 2022  | н. в., частично | 30 сентября 2022 (Снигирёвский район, Кинбурнский полуостров) | Херсонская область (Александровский и Снигирёвский муниципальные округа) |      |      |
| 13 | Житомирская область                       |      |      | 29827            | ↘1 179 032 | Житомир     | 26 февраля 2022  | 2 апреля 2022   | —                                                             | Российская оккупация Житомирской области                                 | —    | —    |

### Автономная Республика Крым и Севастополь
С 2014 года оккупированы следующие районы и города:
- Автономная Республика Крым (целиком, контролируется Россией)
- Севастопольский городской совет (целиком, контролируется Россией)

### Донецкая область
С 2014 года оккупированы следующие районы и города Донецкой области:
- Бахмутский район: Углегорск
- Горловский район: Бунге, Горловка, Дебальцево, Енакиево, Ждановка, Снежное, Крестовка, Чистяково, Шахтёрск
- Донецкий район: Амвросиевка, Донецк, Зугрес, Иловайск, Макеевка, Моспино, Харцызск, Ясиноватая
- Кальмиуский район: Бойковское, Докучаевск, Кальмиусское, Новоазовск, Оленовка

С 24 февраля 2022 года оккупированы такие районы и города Донецкой области:
- Часть Бахмутского района: Светлодарск, Соледар, Бахмут
- Половину Волновахского района: Волноваха
- Мариупольский район: Мариуполь, Мангуш, Никольское, Ялта

Районы, которые были оккупированы ранее:
- Краматорский район: Лиман, Святогорск

### Житомирская область
Оккупация началась 24 февраля 2022 года сразу же после того, как российские войска вторглись в Украину и начали захват частей Житомирской области.
Северные районы Житомирской области, которые были оккупированы в 2022 году:
- Коростенский район: Радча, Народичи, Рубежовка
- Житомирский район: Ставище

### Запорожская область
26 февраля 2022 года город Бердянск перешёл под контроль Российской Федерации, после чего 1 марта 2022 года Россия временно оккупировала город Мелитополь. Российские войска также взяли в осаду и захватили город Энергодар, где расположена Запорожская атомная электростанция, которая перешла под контроль Российской Федерации 4 марта 2022 года.
Районы Запорожской области, которые оккупированы после начала вторжения:
- Мелитопольский район: Мелитополь, Веселе, Акимовка, Константиновка, Приазовское, Астраханка
- Бердянский район: Бердянск, Приморск, Берестовое, Черниговка, Елисеевка
- Васильевский район: Васильевка, Днепрорудное, Каменка-Днепровская, Энергодар, Михайловка, Великая Белозёрка
- Пологовский район: Молочанск, Пологи, Токмак, Розовка

### Киевская область
Оккупация началась 24 февраля 2022 года сразу же после того, как российские войска вторглись в Украину и начали захват частей Киевской области.
Районы Киевской области, части которых были оккупированы:
- Вышгородский район: Иванков
- Бучанский район: Буча, Ирпень, Гостомель
- Частично Броварский район
- Частично Фастовский район

### Луганская область
С 7 апреля 2014 года оккупированы районы и города Луганской области:
- Алчевский район: Алмазная, Алчевск, Кипучее, Брянка, Зимогорье, Зоринск, Ирмино, Голубовка, Первомайск, Перевальск, Кадиевка, Славяносербск
- Должанский район: Сорокино, Должанск, Суходольск, Вознесеновка
- Луганский район: Александровск, Луганск, Лутугино, Успенка, Молодогвардейск
- Ровеньковский район: Антрацит, Боково-Хрустальное, Хрустальный, Миусинск, Петрово-Красноселье, Ровеньки

С 24 февраля 2022 года оккупированы следующие районы и города Луганской области:
- Счастьенский район: Счастье, Новоайдар, Петропавловка, Станица Луганская
- Старобельский район: Старобельск, Белолуцк, Новопсков, Марковка, Беловодск
- Сватовский район: Сватово, Троицкое, Лозно-Александровка, Белокуракино, Нижняя Дуванка, Краснореченское
- Северодонецкий район: Горское, Золотое, Кременная, Лисичанск, Новодружеск, Попасная, Приволье, Рубежное, Северодонецк

Районы, которые были оккупированы:
- Северодонецкий район: Белогоровка

### После вторжения в 2022 году
После российского вторжения в Украину Россией и пророссийскими сепаратистами стали оккупированы следующие регионы Украины:
- около 3/5 Донецкой области
- почти вся Луганская область
- несколько процентов территорий Харьковской области
- несколько процентов территорий Николаевской области
- половина Херсонской области
- около 3/5 Запорожской области

Поддерживающие войну с Украиной российские блогеры (военкоры) сообщают о сложившейся неблагоприятной ситуации с преступностью на оккупированных РФ территориях, в том числе и о преступлениях со стороны представителей армии, силовых структур и властей России.

## Население
Исходя из информации от российских властей, на сентябрь 2023 года российские паспорта на оккупированных территориях (без Крыма) получили 2,2 млн человек, а прогнозная численность населения на 1 января 2024 равна 3,2 млн человек. При этом из опубликованных российскими властями данных следует, что пенсионеры составляют более половины населения указанных территорий.

## Правовой режим
Правовой режим временного оккупированной территории определяет Закон Украины «Об обеспечении прав и свобод граждан и правовой режим на временно оккупированной территории Украины». Согласно статье 3 этого закона определены границы временно оккупированной территории:
1. сухопутная территория временно оккупированных Российской Федерацией территорий Украины, внутренние воды этих территорий;
2. внутренние морские воды и территориальное море Украины вокруг Крымского полуострова, территория исключительной (морской) экономической зоны Украины вдоль побережья Крымского полуострова и прилегающего к побережью континентального шельфа Украины, внутренние морские воды, прилегающие к сухопутной территории других временно оккупированных Российской Федерацией территорий Украины на которые распространяется юрисдикция органов государственной власти Украины в соответствии с нормами международного права, Конституции и законов Украины;
3. другая сухопутная территория Украины, внутренние морские воды и территориальное море Украины, признанные в условиях военного положения временно оккупированными в установленном Кабинетом Министров Украины порядке;
4. недра под, и воздушное пространство над вышеупомянутыми территориями.

Согласно статье 1 того же закона временно оккупированная территория Украины является неотъемлемой частью территории Украины, на которую распространяется действие Конституции и законов Украины.
17 марта 2015 года Верховная рада также признала временно оккупированными территориями отдельные районы Донецкой и Луганской областей. Их правовой режим также определяет Закон «Об обеспечении прав и свобод граждан и правовой режим на временно оккупированной территории Украины» с уточнениями закона о суверенитете Украины над ОРДЛО. Согласно этому закону определён законом Украины «Об обеспечении прав и свобод граждан и правовой режим на временно оккупированной территории Украины» порядок регулирования сделок распространяется с учётом необходимых изменений (лат. mutatis mutandis) на временно оккупированных территориях Украины в Донецкой и Луганской областях, кроме порядка въезда лиц на временно оккупированных территориях в Донецкой и Луганской областях и выезда из них и порядке территориальной подсудности дел, подсудных расположенным на временно оккупированных территориях в Донецкой и Луганской областях судам, устанавливается в соответствии с Законом Украины «Об осуществлении правосудия и уголовного производства в связи с проведением антитеррористической операции».

### Пограничный контроль, режим посещения и грузоперевозок
Въезд на территорию ДНР и ЛНР до 24 февраля 2022 года был возможен как с территории России, так и с территории Украины, подконтрольной Киеву.
Власти Российской Федерации до полномасштабного вторжения рассматривали проезд на неё со стороны России или проезд в обратном направлении — как пересечение государственной границы РФ. Соответственно, лицам, не имеющим российского гражданства, для проезда с этой территории в РФ, в том числе возвращения в РФ, была нужна действующая непогашенная российская виза или право безвизового въезда в Россию.
Через пропускные пункты, контролируемые ДНР или ЛНР, россияне могли пройти и по внутреннему российскому паспорту, однако такой въезд может рассматриваться властями Украины как незаконное пересечение государственной границы (о практическом применении данной нормы сведений нет). Режим въезда и пребывания в ЛНР и ДНР для граждан третьих стран и лиц без гражданства свободный, но без многоразовой российской визы выезд будет невозможным. Въезд граждан РФ через погранпункт Меловое, подконтрольный Киеву до 24 февраля 2022 года, был возможен только по заграничным паспортам в соответствии с законодательством Украины.
Любые грузовые перевозки через границу РФ с ОРДЛО в обход украинского пограничного контроля властями Украины считаются незаконными. Экономическое сотрудничество с предприятиями, находящимися на неподконтрольной Киеву территории, также считается незаконным и может быть расценено как материальная и финансовая поддержка террористических организаций. За сотрудничество с транспортными предприятиями ЛНР и ДНР, систематические перевозки грузов через закрытые Украиной пограничные пункты пропуска «Изварино», «Должанский» и «Красная могила» в конце сентября 2018 года СНБО и Минэкономразвития Украины ввели санкции против некоторых российских транспортных компаний. В ответ на это в октябре 2018 года Президент РФ издал указ о применении «специальных экономических мер» к некоторым украинским гражданам и юридическим лицам; конкретные лица и меры должны быть определены Правительством РФ.
В январе 2015 года власти Украины заявили о том, что «линия столкновения» будет перекрыта, и что установлено семь транспортных коридоров для контролируемого проезда и прохода. По заявлению секретаря СНБО Александра Турчинова от 3 января 2015 года, власти Украины значительно ограничат перемещение людей и транспортных средств через «линию столкновения», отделяющую территорию, подконтрольную Киеву, от неподконтрольных ему территорий. Создано семь транспортных коридоров, в которых все проходящие и проезжающие будут подвергаться проверке, а в случае обстрелов в радиусе 30 км от них, транспортные коридоры будут перекрываться на неопределённый срок. О том, какой режим пропуска будет установлен для жителей других регионов Украины и для граждан других стран, в заявлении не сообщалось. Вице-спикер парламента ДНР Денис Пушилин подверг критике заявление Турчинова, назвав его «популистским». По мнению Пушилина, власти Украины не в состоянии перекрыть и реально контролировать столь протяжённый участок границы, и такое решение только создаст проблемы местным жителям.
Для проезда на территорию ДНР и ЛНР с территории Украины (или обратно) нужно было предварительно получить разрешение украинских властей; выезд с территории ОРДЛО без такого разрешения допускается в случае, если оставаться на неподконтрольных Киеву территориях опасно для жизни. С 18 июня 2015 года властями Украины запрещено автобусное сообщение с ОРДЛО: разрешается перевозка людей в автотранспортных средствах вместимостью не более 9 пассажиров и пеший проход. Въезд детей на территорию, подконтрольную ДНР и ЛНР, допускается только при наличии письменных разрешений обоих родителей, заверенных украинским нотариусом (в обратном направлении этого не требуется).По автомобильным дорогам разрешена перевозка грузов только международных гуманитарных миссий; другие грузы и товары могут доставляться только железнодорожным транспортом. В начале июня 2015 года последний пункт пропуска в ЛНР через линию разграничения был заблокирован со стороны ЛНР и проезд туда стал возможен только транзитом через ДНР или территорию РФ.
27 февраля 2017 года руководитель ДНР Александр Захарченко подписал указ «О линии соприкосновения»; указ был опубликован на сайте МГБ ДНР 11—13 марта того же года. Согласно этому указу, власти ДНР устанавливают на этой линии режим государственной границы; проход через неё теперь разрешается только через подконтрольные им пункты пограничного контроля с обязательной регистрацией, иначе он будет считаться незаконном пересечением госграницы — преступлением согласно статье 378 УК ДНР. При этом в начале марта 2017 года Захарченко высказался в том духе, что он рассматривает линию соприкосновения не как постоянную государственную границу, а скорее как линию фронта, и не исключил, что в будущем ДНР возьмёт под контроль другие территории, ранее подконтрольные Киеву, и эта линия соответственно передвинется; указ же издан с целью обеспечения безопасности граждан ДНР и позволяет властям республики задерживать и арестовывать людей, которых они не желают видеть на её территории.
15 апреля 2017 года СНБО Украины полностью запретил перевозку грузов через линию соприкосновения — формально временно, но без определённого срока: до выполнения Минских соглашений 2015 года и возвращения расположенных в ОРДЛО предприятий под юрисдикцию Украины.
Украинское государственное предприятие почтовой связи «Укрпочта» не осуществляет доставку почтовых отправлений на территории, неподконтрольные Киеву. В некоторых почтовых отделениях, расположенных вблизи линии соприкосновения, услуги связи временно не оказываются в связи с угрозой для жизни сотрудников. Жители ОРДЛО могут получить адресованную им корреспонденцию в отделениях «Укрпочты», расположенных на подконтрольной Киеву территории. Почтовые отправления (в том числе международные), направленные на адреса в ОРДЛО, «Укрпочтой» возвращаются отправителям с указанием в качестве причины возврата «UPU Circular # 7 of 19.01.2015» — Циркулярного письма Всемирного почтового союза № 7 от 19 января 2015 года.

## Реинтеграция
В ноябре 2017 прошёл круглый стол «Возвращение оккупированных территорий Донбасса. Украинский план» при поддержке Интерньюс-Украина, USAID и Украинской школы политических студий. О проблемах и способах реинтеграции высказался народный депутат Украины VII и VIII созывов Егор Фирсов. К проблемам и вызовам он отнёс:
- 7 тыс. км² заминированной территории, соразмерно с площадью Черновицкой области;
- более миллиона единиц огнестрельного оружия на руках у населения;
- полная информационная блокада в течение трёх лет;
- основная валюта — российский рубль;
- школьники и студенты на предметах истории изучают историю России и «родного края ЛДНР», преподавание украинского языка, литературы и истории Украины, де-факто, запрещено;
- оформлены сотни тысяч документов вне украинского правового поля;
- упадок крупных объектов индустрии — заводов, фабрик и предприятий.

Фирсов предлагает такие шаги для восстановления украинской власти:
- введение на трёхлетний срок военно-гражданских администраций, которые будут осуществлять функции местных советов, мэров и госадминистраций; персонал администраций считается недопустимым набирать из лиц, верно прислуживающих оккупантам;
- по окончании трёхлетнего срока военно-гражданские администрации прекратят работу, должны быть проведены местные выборы в соответствии с действующим законодательством, без каких-либо ограничений или особых условий;
- в вопросе наказания и несения ответственности, первоочередной задачей предлагается выбрать критерий — применение лицом оружия против украинских сил, а также организацию незаконных вооружённых формирований. Под этот критерий попадают участники «армейских корпусов», «МГБ» и т. д.— около 50 тыс. чел;
- действие «Закона об амнистии» предлагается распространить на представителей милиции и прокуратуры, которые сотрудничали с оккупационным режимом,— для них будут введены только ограничения по занятию государственных должностей.

18 января 2018 Верховная рада Украины приняла закон «Об особенностях государственной политики по обеспечению государственного суверенитета Украины над временно оккупированными территориями в Донецкой и Луганской областях»:
- этот документ признаёт Россию агрессором и оккупантом;
- действия РФ на территории Донецкой и Луганской областей в тексте закона названы «вооружённой агрессией РФ»;
- согласно тексту закона, к временно оккупированных Россией территорий в Донецкой и Луганской областях входят земля, реки, озера, внутренние морские воды, полезные ископаемые и воздушное пространство над этими территориями;
- пределы оккупированных территорий в этих областях определяются президентом по представлению Министерства обороны, подготовленным на основе предложений Генштаба ВСУ;
- отмечается, что временная оккупация Российской Федерацией территорий Украины независимо от её продолжительности является незаконной и не создаёт для РФ никаких территориальных прав;
- закон определяет, что Украина будет признавать только два документа, которые выдаются на оккупированной территории: свидетельства о рождении и смерти[46];
- ответственность за моральный и материальный ущерб, причинённый Украине и её гражданам, возлагается на Российскую Федерацию и её граждан. Лица, принимавшие участие в вооружённой агрессии или оккупационной администрации РФ, несут уголовную ответственность;
- за гражданами Украины сохраняется право собственности на оккупированных территориях;
- в законе особое внимание уделяется внедрению военного положения. В случае введения военного положения координацию и контроль на оккупированной территории Донецкой и Луганской областей осуществляет Объединённый оперативный штаб ВСУ при руководстве Генштаба. До принятия закона координацию осуществлял АТЦ СБУ;
- въезд лиц, перемещение товаров и лиц на/с временно оккупированных территории в Донецкой и Луганской областях определяется Кабмином и осуществляется через контрольные пункты въезда-выезда. Право ограничения въезда/выезда возложено на командующего объединёнными силами;
- пребывание на оккупированных территориях лиц, не привлечённых к обороне и отпору/сдерживанию вооружённой агрессии РФ, допускается с разрешения командующего объединённых сил;
- антитеррористическая операция может быть завершена в связи с введением военного или чрезвычайного положения либо с началом осуществления мероприятий по обеспечению национальной безопасности и обороны, отпора и сдерживания вооружённой агрессии Российской Федерации в Донецкой и Луганской областях;
- закон действует без ущерба для права Украины на временно оккупированную РФ территорию АР Крым и Севастополя и мероприятий, направленных на восстановление территориальной целостности Украины в пределах её международно признанной государственной границы.

## Партизанское движение
В ходе вторжения на Украину Россия оккупировала существенную часть территории соседней страны — по данным президента Украины Владимира Зеленского, по состоянию на начало июня 2022 года были оккупированы примерно 20 % украинских земель. Мирное население этих территорий сначала выходило на мирные протесты, но они активно подавлялись российской армией, а местные активисты и журналисты были задержаны. В результате на оккупированных территориях начало действовать организованное партизанское движение, поддерживаемое ВСУ.
Украинские партизанские силы начали обучаться ещё в 2014 году и были активны на не подконтрольных Украине территориях Донецкой и Луганской областей, например одним из известных партизан являлся Владимир Жемчугов — житель Донбасса, русский по национальности. С 2014 года после начала войны в Донбассе он организовал несколько десятков диверсионных операций по подрыву железных дорог, по которым в ОРДЛО шла военная техника сепаратистов.
Летом 2021 партизаны официально стали частью сил обороны Украины и обучались представителями спецслужб и сил специального назначения страны. По всей стране была выстроена сеть секретных хранилищ оружия, безопасных убежищ и помощников, а на сайте, созданном силами спецопераций, публикуются советы для организации тайного сопротивления, подготовки засад и прохождения через арест.
Активность партизан по состоянию на середину августа значительно увеличилось и поддерживается СБУ, ССО и ГУР. Отмечается, что на конец августа увеличилось количество партизанских действей, связанных с насилием в отношении коллаборационистов. Центрами активности партизан стали оккупированные южные города Украины, особенно активны они в районе Мелитополя. Целями украинских партизан стали коллаборанты, пошедшие на сотрудничество с российскими войсками и оккупационными администрациями, и российские войска. Они осуществляют диверсионную и разведывательную деятельность, атакуют оккупантов и коллаборантов и расклеивают листовки с угрозами. Местное население поджигает дома коллаборантов, нападает на солдат с ножами, крадёт российскую военную технику. По данным американского Института изучения войны, массовая деятельность украинских партизан не позволяет России воплотить в жизнь все планы по присоединению захваченных территорий. По данным некоторых радиоперехватов и словам украинских должностных лиц, партизаны демотивируют оккупантов и коллаборантов, вселяя в них страх.

### Комментарии
1. ↑  См. резолюции Генеральной Ассамблеи ООН от 2014 и от 2022.